# Konstanty Florian Przezdziecki
Konstanty Florian Przezdziecki herbu Roch III – podsędek brzeskolitewski w latach 1673–1680, stolnik brzeskolitewski w latach 1670–1673, sędzia grodzki brzeskolitewski w latach 1668–1670.
Był elektorem Michała Korybuta Wiśniowieckiego z województwa brzeskolitewskiego w 1669 roku. W 1674 roku był elektorem Jana III Sobieskiego z województwa brzeskolitewskiego.